# Angelo Melotto

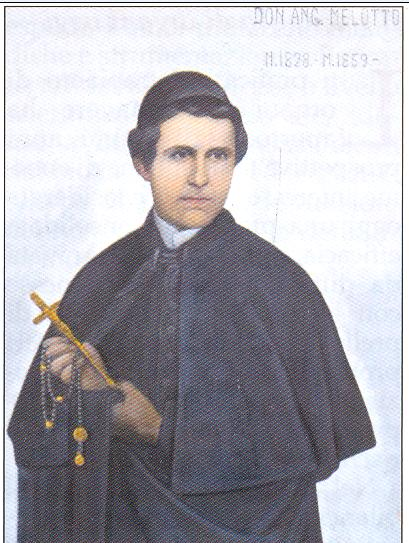
Don Angelo Melotto

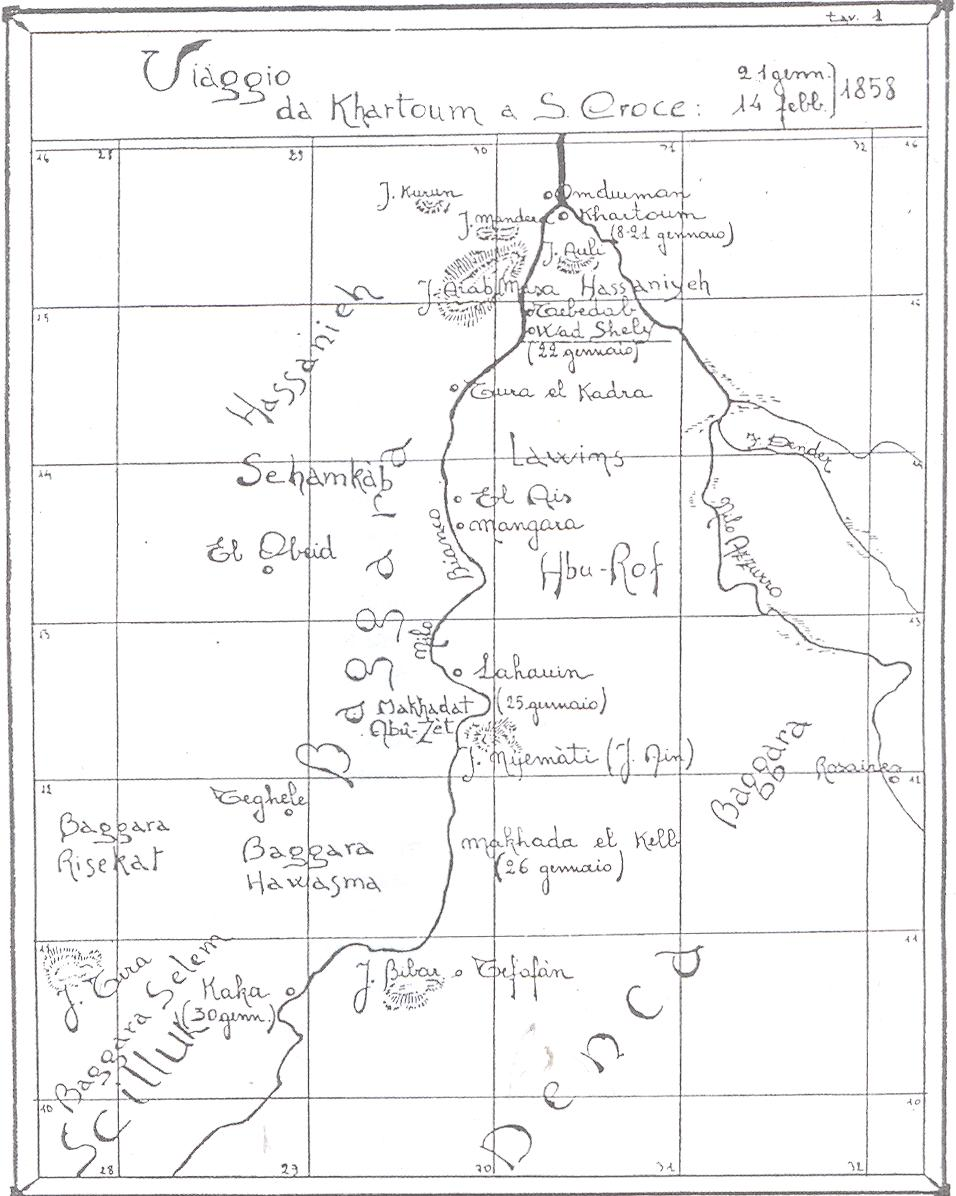
Carta geografica manoscritta del viaggio da Khartoum a S. Croce

Angelo Melotto (Lonigo, 25 giugno 1828 – Khartum, 28 maggio 1859) è stato un presbitero e missionario italiano.

## Biografia
Melotto trascorre l'infanzia a Lonigo ed entra nell'Istituto Mazza di Verona nel 1841 per compiere i suoi studi.
Da chierico fu incaricato dell'educazione dei primi ragazzi africani ospiti dell'Istituto.
Divenuto sacerdote nel 1852, si reca con don Beltrame a Vienna nel luglio 1857 per presentare alla presidenza della Società di Maria (Marienverein) il "piano" missionario del Mazza ed ottenerne il finanziamento.

### In missione
Partecipa alla spedizione in Africa del settembre 1857 con i missionari mazziani don Francesco Oliboni, don Giovanni Beltrame, don Alessandro Dal Bosco, don Daniele Comboni, futuro vescovo e santo, e dal laico Isidoro Zilli.
Nella stazione di Santa Croce nella regione dell'Alto Nilo Bianco rimane dal 14 febbraio 1858 al 15 gennaio 1859; durante questo periodo i missionari imparano la lingua Denka e scrivono il Compendio delle verità della religione cattolica che verrà tradotto in Denka.
Ritorna a Khartoum nell'aprile del 1859. Colpito da febbri malariche, dopo solo cinque giorni di malattia, muore tra le braccia dei compagni il 28 maggio 1859, a neppure 31 anni d'età.
Lascia uno scritto,  Cenni storici sulla Missione africana, importante per comprendere non solo i difficili inizi delle missioni in Africa ma anche le prime tappe esplorative che portarono un decennio più tardi alla scoperta delle sorgenti del Nilo.

## Fonti
Beltrame, Comboni, Melotto - Cenni storici sulla Missione africana secondo il piano formatone da D. Nicola Mazza Sac. Ver. dal suo principio fino ad aprile dell'a. 1859 – CEM - 2007